# Mamadou Fall (football, 2002)
Pour les articles homonymes, voir Mamadou Fall et Fall.
Mamadou Fall, né le 21 novembre 2002 à Rufisque, est un footballeur sénégalais jouant au poste de défenseur central au FC Barcelone.

## Biographie

### Parcours en club
Né à Rufisque, au Sénégal, Mamadou Fall grandit à Orlando, dans l'état américain de la Floride, ayant intégré la section soccer de la Montverde Academy (en), dans le cadre du programme Sport4Charity porté par l'ancien international sénégalais Salif Diao,,.
Le 5 juin 2021, le jeune défenseur rejoint le club du Los Angeles FC, signant un contrat de deux ans avec la franchise de Major League Soccer,. Le 3 septembre suivant, il inscrit son premier doublé en MLS face au Sporting de Kansas City.
Après un prêt en USL Championship à l'été 2021, aux Lights de Las Vegas,. Fall est ensuite prêté en Espagne, au club de Liga de Villarreal le 25 août 2022, après des entraînements avec les équipes de jeunes,. Prêté pour la saison 2022-23, il est d'abord intégré à l'équipe réserve en Segunda División,. Au cours de ce prêt, il dispute deux rencontres avec l'équipe fanion et vingt-cinq avec la réserve.
De retour au Los Angeles FC, il est titularisé à l'occasion d'un affrontement de MLS face aux Earthquakes de San José le 8 juillet 2023 (1-1). Il participe ensuite à deux matchs comme remplaçant entrant en Leagues Cup 2023 avant d'être de nouveau prêté avec option d'achat au Barcelona Atlètic le 1er septembre 2023, malgré les sollicitations de Villarreal pour le récupérer,.
En 2024, il signe définitivement au FC Barcelone.

### Parcours en sélection
International sénégalais en équipe de jeunes, Mamadou Fall est sélectionné en équipe du Sénégal des moins de 17 ans en 2019.

## Statistiques
| Saison                | Club                       | Championnat           | Championnat | Championnat | Coupe(s) nationale(s) | Coupe(s) nationale(s) | Compétition(s) continentale(s) | Compétition(s) continentale(s) | Compétition(s) continentale(s) | Séries | Séries | Total | Total |
| Saison                | Club                       | Division              | M.          | B.          | M.                    | B.                    | Comp.                          | M.                             | B.                             | M.     | B.     | M.    | B.    |
| 2021                  | Lights de Las Vegas (prêt) | USLC                  | 8           | 0           | -                     | -                     | -                              | -                              | -                              | -      | -      | 8     | 0     |
| 2021                  | Los Angeles FC             | MLS                   | 19          | 4           | 0                     | 0                     | -                              | -                              | -                              | -      | -      | 19    | 4     |
| 2022                  | Los Angeles FC             | MLS                   | 16          | 1           | 3                     | 1                     | -                              | -                              | -                              | -      | -      | 19    | 2     |
| 2023                  | Los Angeles FC             | MLS                   | 1           | 0           | 0                     | 0                     | LCup                           | 2                              | 0                              | -      | -      | 3     | 0     |
| Sous-total            | Sous-total                 | Sous-total            | 36          | 5           | 3                     | 1                     | -                              | 2                              | 0                              | 0      | 0      | 41    | 6     |
| 2022-2023             | Villarreal CF B (prêt)     | Segunda División      | 25          | 3           | 0                     | 0                     | -                              | -                              | -                              | -      | -      | 25    | 3     |
| 2022-2023             | Villarreal CF (prêt)       | Liga                  | 1           | 0           | 1                     | 0                     | -                              | -                              | -                              | -      | -      | 2     | 0     |
| 2023-2024             | Barcelona Atlètic (prêt)   | Primera Federación    | 6           | 1           | -                     | -                     | -                              | -                              | -                              | -      | -      | 6     | 1     |
| Total sur la carrière | Total sur la carrière      | Total sur la carrière | 76          | 9           | 4                     | 1                     | -                              | 2                              | 0                              | 0      | 0      | 82    | 10    |

## Palmarès
Los Angeles FC
- Vainqueur de la Coupe MLS en 2022